# Anoux
Anoux ist eine französische Gemeinde mit 271 Einwohnern (Stand: 1. Januar 2022) im Département Meurthe-et-Moselle in der Region Grand Est (bis 2015 Lothringen). Die Gemeinde gehört zum Arrondissement Briey und ist Mitglied im Gemeindeverband Communauté de communes Orne Lorraine Confluences. Die Einwohner werden Aulnois und Aulnoises genannt.

## Lage
Anoux ist eine ländliche Gemeinde, denn sie gehört zu den Gemeinden mit geringer oder sehr geringer Dichte gemäß dem kommunalen Dichteschema von Insee.
Anoux liegt etwa 22 Kilometer westsüdwestlich von Thionville. Das Flüsschen Sèchevaux (auch Ruisseau des Sept Chevaux genannt) durchquert das Gemeindegebiet. Umgeben wird Anoux von den Nachbargemeinden Mairy-Mainville im Norden, Tucquegnieux im Norden und Nordosten, Val de Briey im Osten und Südosten, Lantéfontaine im Süden, Fléville-Lixières im Südwesten sowie Norroy-le-Sec im Südwesten und Westen.
Anoux ist ein Straßendorf.

## Ortsname
Der Ursprung des Ortsnamens ist nicht eindeutig geklärt, es wurden jedoch mehrere Vermutungen angestellt.
Die erste offizielle Erwähnung des Namens der Gemeinde geht auf das 15. Jahrhundert zurück. Damals wird sie unter den Namen Aunou, Alnova oder Anow geführt.
Die Endung -OW von Anow könnte darauf hindeuten, dass der Name des Dorfes gallischen Ursprungs ist. Es wurde jedoch auch vermutet, dass der Name Alnova mit dem lateinischen Namen Alnoleum zusammenhängen könnte, was so viel wie mit Erlen bewachsener Ort bedeutet.
Danach wird Anoux unter den Namen: Alnowe devant Briey (1437), Anowe (1489), Anoult or Anoul (1519), Anou (17th century), Anould (1669–1670), Anoud or Anoux (1689), Annoux (1756) und schließlich Anoux (1793).

## Bevölkerungsentwicklung

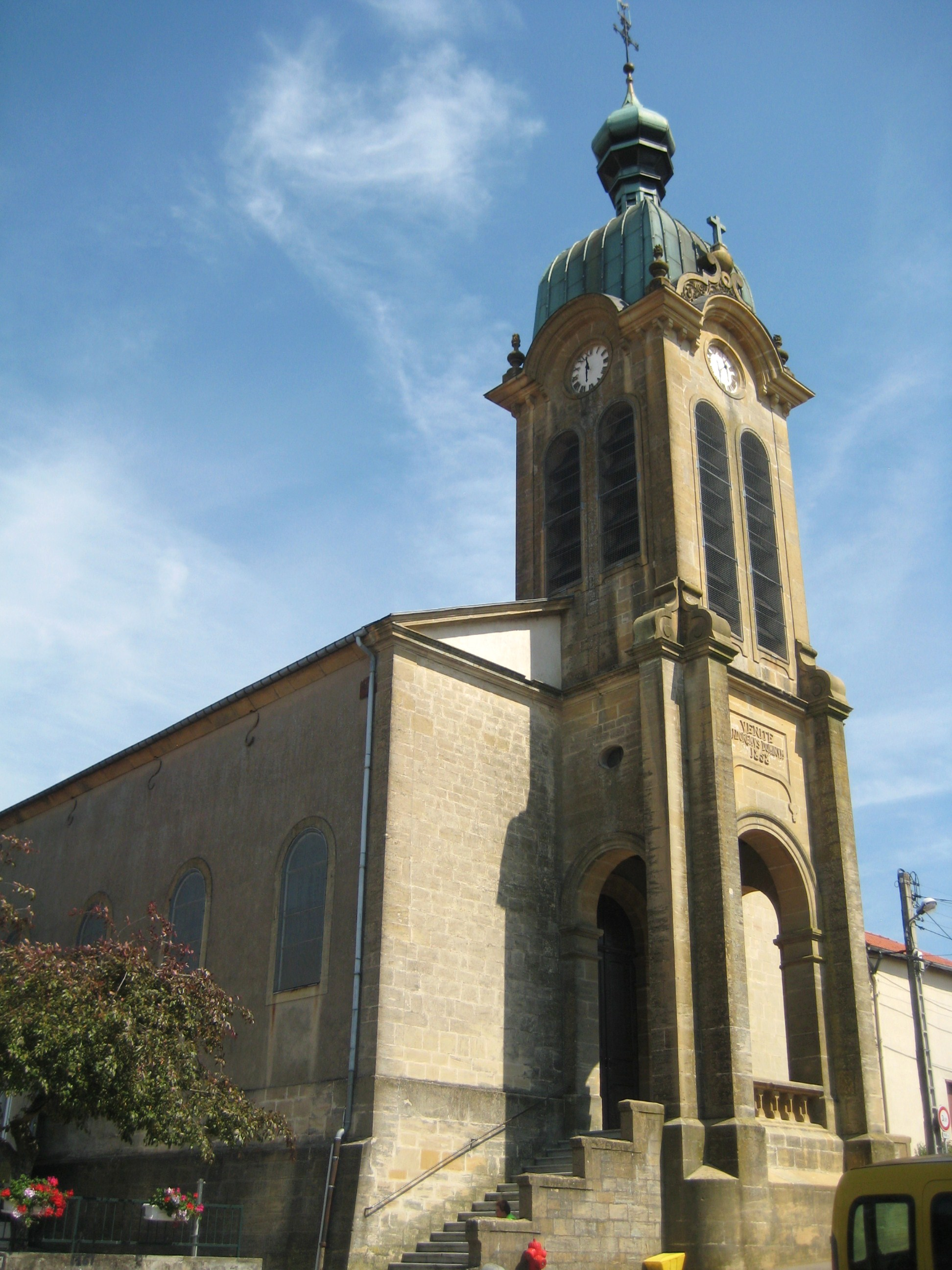
Kirche Saint-Paulin

| Jahr                       | 1962 | 1968 | 1975 | 1982 | 1990 | 1999 | 2006 | 2019 |
| Einwohner                  | 324  | 305  | 251  | 332  | 309  | 287  | 278  | 271  |
| Quellen: Cassini und INSEE |      |      |      |      |      |      |      |      |

## Sehenswürdigkeiten
- Kirche Saint-Paulin aus dem 18. Jahrhundert
- Kapelle Sainte-Barbe, Mitte des 20. Jahrhunderts erbaut
- Kapelle Saint-Saumont, erbaut in der ersten Hälfte des 19. Jahrhunderts